# Championnats d'Europe de saut d'obstacles 1983
Navigation
Édition précédente Édition suivante
Les championnats d'Europe de saut d'obstacles 1983, dix-septième édition des championnats d'Europe de saut d'obstacles, ont eu lieu en 1983 à Hickstead, au Royaume-Uni. L'épreuve individuelle est remportée par l'Allemand Paul Schockemöhle et la compétition par équipe par la Suisse.